# 브라이언 스택
브라이언 스택(Brian Stack, 1967년 8월 18일 ~ )은 미국의 배우, 각본가, 성우이다.
시카고에서 태어났다.

## 출연 작품

### 영화
- 슬리핑-다운 라이프 (1999, A Slipping-Down Life)
- 베이비 마마 (2008)

### 텔레비전
- 30 ROCK (2006-09) - 하워드 예르겐센 역
- 톰 행크스의 일렉트릭시티 (2012, Electric City)